# Uridina difosfato glucosa
Uridina difosfato glucosa (glucosa uracilo-difosfato, UDP-glucosa ) es un azúcar de nucleótido. Está implicado en las reacciones glicosiltransferasa en el metabolismo.

## Funciones
Se utiliza en el metabolismo de azúcares-nucleótidos como una forma activada de glucosa como un sustrato para enzimas llamadas glucosyltransferasas.
Es un precursor de glucógeno y puede ser convertido en UDP-galactosa y UDP-ácido glucurónico, que luego pueden ser utilizados como sustratos por las enzimas que hacen que los polisacáridos contengan galactosa y ácido glucurónico.
UDP-glucosa también se puede utilizar como un precursor de sacarosa lipopolisacáridos, y glicoesfingolípidos.

## Componentes
UDP-glucosa consiste en el grupo pirofosfato, la pentosa azúcar ribosa, glucosa, y la nucleobase uracilo.